# 폴 바르텔
폴 바텔(Paul Bartel, 1938년 8월 6일 ~ 2000년 5월 13일)은 미국의 배우, 각본가, 영화 감독, 영화 제작자이다.
브루클린에서 태어났으며 뉴욕에서 사망하였다. 사인은 심근 경색이다.

## 출연 작품

### 영화
- 안녕 엄마 (1970)
- 죽음의 경주
- 캐논볼 (1976년 영화)
- 피라냐 (1978년 영화)
- 로큰롤 고등학교
- 마견
- 고래같은 마음
- 프랑켄위니 (1984년 영화)
- 밤의 미녀
- 휴가 대소동 - 유럽
- 블루 진 캅
- 골빈 사나이
- 그렘린 2
- 유주얼 서스펙트
- 조의 아파트
- LA 탈출
- 바스키아
- 햄릿 2000